# Tidemann von Güstrow

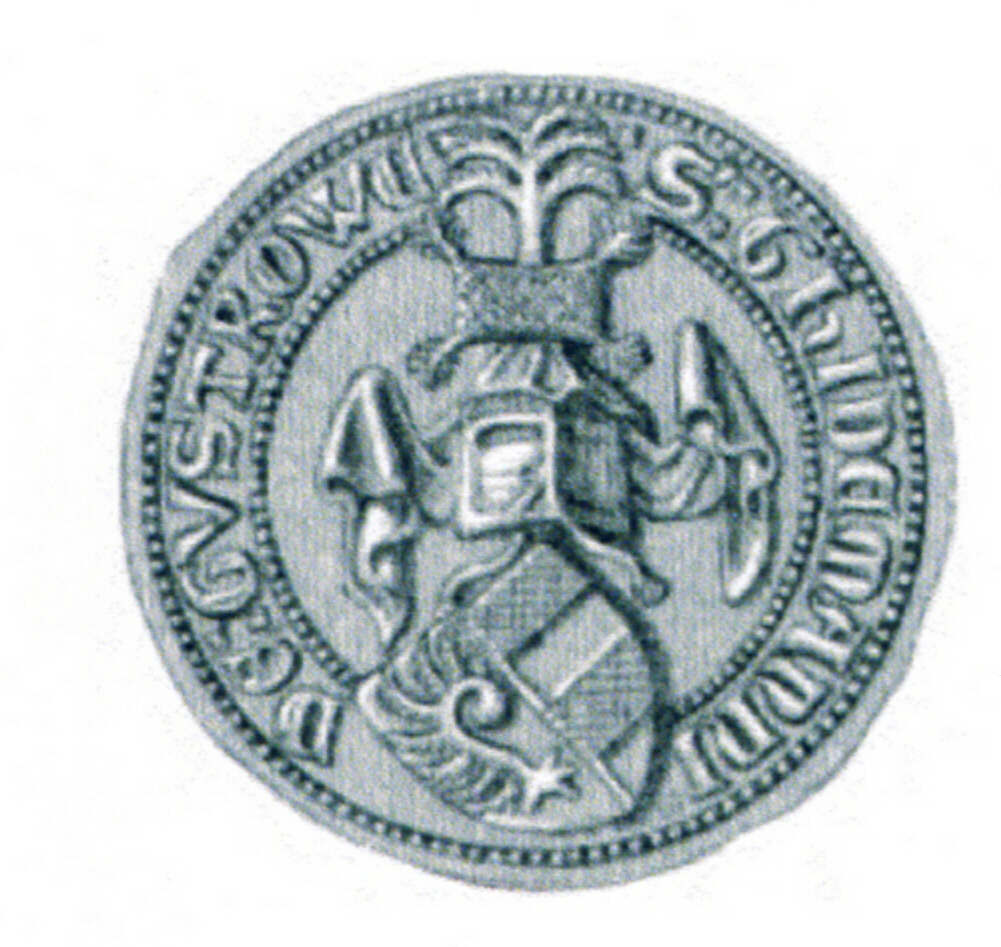
Siegel des Tidemann von Güstrow um 1347

Tidemann von Güstrow (* wohl in Lübeck um 1300; † 22. August 1350 ebenda) war einer der Münzherren und Bürgermeister der Hansestadt Lübeck.

## Leben

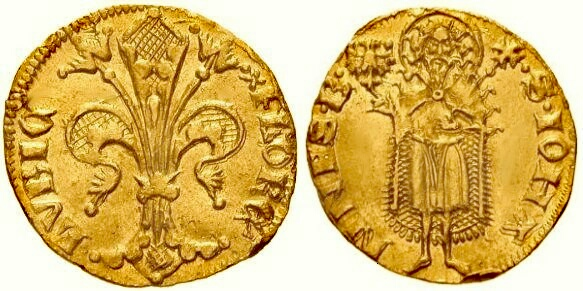
Lübecker Goldgulden von 1341;
Avers: FLORE-LUBIC; Revers: S.IOHA – NNES.B.

Die genauen Geburtsdaten von Tidemann von Güstrow sind nicht bekannt. Er ist in Lübeck selbst sowie in Mecklenburg und in Schweden für die Zeit von 1334 bis 1350 urkundlich belegt. Er war der Sohn des Lübecker Ratsherrn Johann von Güstrow. Tidemann von Güstrow vertrat die Stadt in den Jahren 1336 und 1344 als Gesandter bei König Magnus II. von Schweden. Der Stadt Lübeck war es gelungen, den Kaiser Ludwig IV. der Bayer zu einer Ausweitung des seit der Reichsfreiheit 1226 bestehenden Münzregals zu bewegen. Mit der Landshuter Urkunde vom 25. März 1340 wurde Lübeck als erster Stadt nördlich der Alpen die Prägung eines Guldens nach florentiner Aussehen gestattet. 1341 war Tidemann von Güstrow Gesandter Lübecks in Flandern. Dort warb er den Münzmeister Johannes Salenbem für die Prägung des Lübecker Goldguldens ab und wurde gemeinsam mit dem Ratsherrn Tidemann von Alen Münzherr. Bis 1342 wurden durch die Lübecker Münze 30.000 Goldgulden (mit einem Rohgewicht von 3,53 g) geprägt. 1346 wurde er vom Rat bevollmächtigt, den Kleriker Albert von Cleye gerichtlich verfolgen zu lassen. 1347 wurde er im Rat der Stadt zum Bürgermeister bestimmt. Als Bürgermeister ließ er im selben Jahr durch Domvikar Helmicus thymmonis das Lübische Recht niederschreiben, das in dieser Fassung Tidemann Gustrowscher Kodex genannt wird. Es entspricht inhaltlich dem Bardewikschen Codex von 1294.
Urkundlich belegt ist er durch Grundbesitz in Hinter-Wendorf bei Wismar, wo er 1350 vom Herzog von Mecklenburg die Bede erwarb, und auf der Insel Poel. In Schweden verschenkte er 1347 gemeinsam mit den Erben seines Schwiegervaters Grundstücke im Erzbistum Uppsala. In der Lübecker Marienkirche stiftete er mit seinem Schwiegersohn zwei Vikarien.
Er war verheiratet mit Adelheid von Geismar, der Tochter des nach Lübeck übersiedelten Stockholmer Ratsherrn Johann Geismar und wohnte im Hause Breite Straße 45, das seine Frau mit in die Ehe gebracht hatte. Diese war in erster Ehe mit dem Kaufmann Johann Pleskow verheiratet gewesen.
Er stiftete eine Kapelle in der Katharinenkirche, die seine Witwe 1353 zu seinem Andenken weiter ausstattete.